# Zoom (album d'Electric Light Orchestra)
Pour les articles homonymes, voir Zoom (homonymie).
Albums de Electric Light Orchestra
Live at the BBC
(1999) Mr. Blue Sky: The Very Best of Electric Light Orchestra
(2012)
Zoom est le treizième album studio du groupe Electric Light Orchestra, sorti en 2001.
Il s'agit d'un album réalisé par Jeff Lynne avec divers musiciens de studio et invités. Parmi les autres anciens membres du groupe, seul Richard Tandy apparaît ici, et sur un seul titre. George Harrison (quelques mois avant sa mort) et Ringo Starr ont été invités à jouer, mais chacun séparément sur deux titres. 

## Titres
Toutes les chansons sont écrites et composées par Jeff Lynne.
| 1.    | Alright                    | 3:13 |
| 2.    | Moment in Paradise         | 3:36 |
| 3.    | State of Mind              | 3:04 |
| 4.    | Just for Love              | 3:40 |
| 5.    | Stranger On a Quiet Street | 3:41 |
| 6.    | In My Own Time             | 3:03 |
| 7.    | Easy Money                 | 2:50 |
| 8.    | It Really Doesn't Matter   | 3:20 |
| 9.    | Ordinary Dream             | 3:23 |
| 10.   | A Long Time Gone           | 3:15 |
| 11.   | Melting in the Sun         | 3:10 |
| 12.   | All She Wanted             | 3:14 |
| 13.   | Lonesome Lullaby           | 4:02 |
| 43:36 |                            |      |

## Musiciens
- Jeff Lynne : chant, chœurs, guitares, basse, claviers, violoncelle, batterie

## Musiciens invités
- George Harrison : guitare slide (10, 12)
- Marc Mann : guitare rythmique (2), arrangements des cordes (6, 11)
- Richard Tandy : claviers (1)
- Ringo Starr : batterie (2, 7)
- Suzie Katayama : violoncelle (4, 5, 12)
- Roger Lebow : violoncelle (13)
- Dave Boruff : saxophone (10)
- Laura Lynne : chœurs (12)
- Rosie Vela : chœurs (1, 12), arrangements des cordes (6)
- Kris Wilkinson : arrangements des cordes (9)